# Agentura Evropské unie pro základní práva
Agentura Evropské unie pro základní práva, neformálně též Agentura pro lidská práva (European Union Agency for Fundamental Rights, zkr. FRA), je agenturou Evropské unie se sídlem ve Vídni. Svou činnost zahájila v roce 2007. Agentura nahradila Evropské středisko pro sledování rasismu a xenofobie (EUMC).
Agentura by měla shromažďovat objektivní, spolehlivé a srovnatelné informace o dodržování základních práv a vývoji situace v této oblasti, analyzovat tyto informace se zaměřením na příčiny, důsledky a účinky nedodržování základních práv a zkoumat příklady správného postupu při řešení těchto záležitostí.